# Dreanoveț, Razgrad
Dreanoveț (în bulgară Дряновец) este un sat în comuna Razgrad, regiunea Razgrad,  Bulgaria. 

## Demografie
Componența etnică a satului Dreanoveț
     Bulgari (81,21%)
     Romi (1,43%)
     Nicio identificare (15,12%)
     Altele (2,7%)
La recensământul din 2011, populația satului Dreanoveț era de 628 locuitori. Din punct de vedere etnic, majoritatea locuitorilor (81,21%) erau bulgari, cu o minoritate de romi (1,43%). Pentru 15,12% din locuitori nu este cunoscută apartenența etnică.